# Zakkari Dempster
Zakkari "Zak" Dempster (Castlemaine, Victòria, 27 de setembre de 1987) és un ciclista australià, professional des del 2006. Actualment corre a l'equip Israel Cycling Academy. En els primers anys com a ciclista practicà el ciclisme en pista, destacant diversos campionats nacionals i victòries en els Jocs d'Oceania, Campionats d'Oceania i Jocs de la Commonwealth. A partir del 2007 es dedicà més al ciclisme en ruta, modalitat en la qual destaca la victòria a la Melbourne to Warrnambool Classic i alguna etapa en curses menors.

## Palmarès en pista
- 2004
  -  Campió de la Commonwealth en Persecució
  -  Campió de la Commonwealth en Scratch
- 2005
  -  Campió d'Austràlia júnior en Persecució
  -  Campió d'Austràlia júnior en Puntuació
- 2006
  - Campió d'Oceania en persecució per equips, amb Phillip Thuaux, Hayden Josefski i Stephen Rossendell
- 2007
  -  Campió d'Austràlia en persecució per equips, amb Richard England, Sean Finning i Michael Ford
  -  Campió d'Austràlia sub-23 en Scratch
- 2008
  - Campió d'Oceania en persecució per equips, amb Jack Bobridge, Rohan Dennis i Mark Jamieson

## Palmarès en ruta
- 2007
  -  Campió d'Austràlia de contrarellotge sub-23
  - 1r al Tour de Gippsland i vencedor d'una etapa
  - Vencedor d'una etapa a la Volta al Japó
- 2008
  - 1r a la Melbourne to Warrnambool Classic
  - Vencedor d'una etapa a la Volta al Japó
- 2011
  - 1r a la East Midlands International Cicle Classic
  - Vencedor d'una etapa a la Ronda de l'Oise
- 2012
  - Vencedor d'una etapa al Czech Cycling Tour
- 2014
  - Vencedor d'una etapa de la Michelton Bay Classic
- 2019
  - 1r a la Veenendaal-Veenendaal Classic

### Resultats a la Volta a Espanya
- 2013. 133è de la classificació general

### Resultats al Tour de França
- 2014. 151è de la classificació general
- 2015. Abandona (12a etapa)

### Resultats al Giro d'Itàlia
- 2018. 126è de la classificació general